# Jørgen Berthelsen (violinist)
 Der er flere personer med dette navn, se Jørgen Berthelsen.
Jørgen Berthelsen (1757 i København – 7. februar 1797 sammesteds) var hofviolon , dvs kgl. kapelmusikus.
Han var søn af garder Bertel Hansen og Inger Marie Michelsdatter.
Han blev gift 27. august 1789 i Nikolaj Kirke med operasangerinden Catharine Møller. Sit andet ægteskab indgik hun 1797 med skuespiller Jørgen Peter Frydendahl.